# 论十大关系
《论十大关系》是中国共产党中央委员会主席毛泽东于1956年4月25日在北京中南海颐年堂举行的中共中央政治局扩大会议上的讲话。该讲话常被视作毛泽东在中华人民共和国成立后，在国家建设各方面的理念、构想。毛泽东逝世后，1976年12月26日在《人民日报》首次公开发表，后收入1977年出版的《毛泽东选集》第五卷及1993年出版的《毛泽东文集》第七卷。

## 背景
1956年2月，苏共中央第一书记赫鲁晓夫在苏共二十大所作的报告——《关于个人崇拜及其后果》，严厉批判了前领导人斯大林，引起各国共产党争论。
在国内，中华人民共和国政府自1950年代初推行的三大改造已经接近尾声，政府认为中国已进入不发达的社会主义阶段，基本建立社会主义制度。

## 内容
- 基本方针：调动国内外一切积极因素，为社会主义事业服务。

### 一、重工业和轻工业、农业的关系
在重点建设重工业的同时，提出要加重农业、轻工业投资的比例。比照东欧、苏联，毛泽东認为“在处理重工业和轻工业、农业的关系上，我们没有犯原则性的错误”。

### 二、沿海工业和内地工业的关系
毛泽东认为当时中国“全部轻工业和重工业，都有约百分之七十在沿海，只有百分之三十在内地。这是历史上形成的一种不合理的状况”，提出要充分利用沿海的工业基地，“为了平衡工业发展的布局，内地工业必须大力发展”。“新的工业大部分应当摆在内地，使工业布局逐步平衡，并且利于备战”。

### 三、经济建设和国防建设的关系
毛泽东提出要有原子弹，认为“在今天的世界上，我们要不受人家欺负，就不能没有这个东西”，他建议“把军政费用降到一个适当的比例，增加经济建设费用”。

### 四、国家生产单位和生产者个人的关系
國家和工廠，國家和工人，工廠和工人，國家和合作社，國家和農民，合作社和農民，都必須兼顧。
1. 工人的勞動生產率提高了，他們的勞動條件和集體福利就需要逐步有所改進，增加工資，解決在勞動和生活中的迫切問題。
2. 建立生產單位（工廠）統一領導下的獨立性。
3. 國家對於農民，工農業品的交換採用等價交換，統購農業品按照正常價格，供應工業品採薄利多銷。
4. 在合作社的收入中，國家拿多少，合作社拿多少，農民拿多少，以及怎樣拿法，都要規定得適當。

### 五、中央和地方的关系
毛泽东提出“应当在巩固中央统一领导的前提下，扩大一点地方的权力，给地方更多的独立性，让地方办更多的事情”。

### 六、汉族和少数民族的关系
在民族问题上，毛泽东认为“我们的政策是比较稳当的，是比较得到少数民族赞成的。我们着重反对大汉族主义。地方民族主义也要反对，但是那一般地不是重点”。

### 七、党和非党的关系
毛泽东认为“我们和苏联不同，有意识地留下民主党派”，“长期共存，互相监督”。并“建议党政机构进行大精简，砍掉它三分之二”。
毛泽东认为“共产党和民主党派都是历史上发生的。凡是历史上发生的东西，都要在历史上消灭。因此，共产党总有一天要消灭，民主党派也总有一天要消灭。消灭就是那么不舒服？我看很舒服。共产党，无产阶级专政，那一天不要了，我看实在好。我们的任务就是要促使它们消灭得早一点。这个道理，过去我们已经说过多次了。”

### 八、革命和反革命的关系
- 毛泽东“肯定，一九五一年和一九五二年那一次镇压反革命是必须的”；
- 反革命已经大为减少了，还没有完全被已经肃清；
- “今后社会上的镇反，要少捉少杀”；
- “机关、学校、部队里面清查反革命，要坚持在延安开始的一条，就是一个不杀，大部不捉”，以此作为“内部政策，不用宣布”；

### 九、是非关系
对待犯了错误的人，毛泽东认为要“采取‘惩前毖后，治病救人’的方针，帮助他们改正错误，允许他们继续革命”。

### 十、中国和外国的关系
对于苏联领导人斯大林的评价，毛泽东认为三七开比较合适。在中国和外国的关系上，强调要结合中国的实际，学习其他国家和民族的长处。“我們的方針是，一切民族、一切國家的長處都要學，政治、經濟、科學、技術、文學、藝術的一切真正好的東西都要學。但是，必須有分析有批判地學，不能盲目地學，不能一切照抄，機械搬運。他們的短處、缺點，當然不要學。”